# Promenada (budowla)

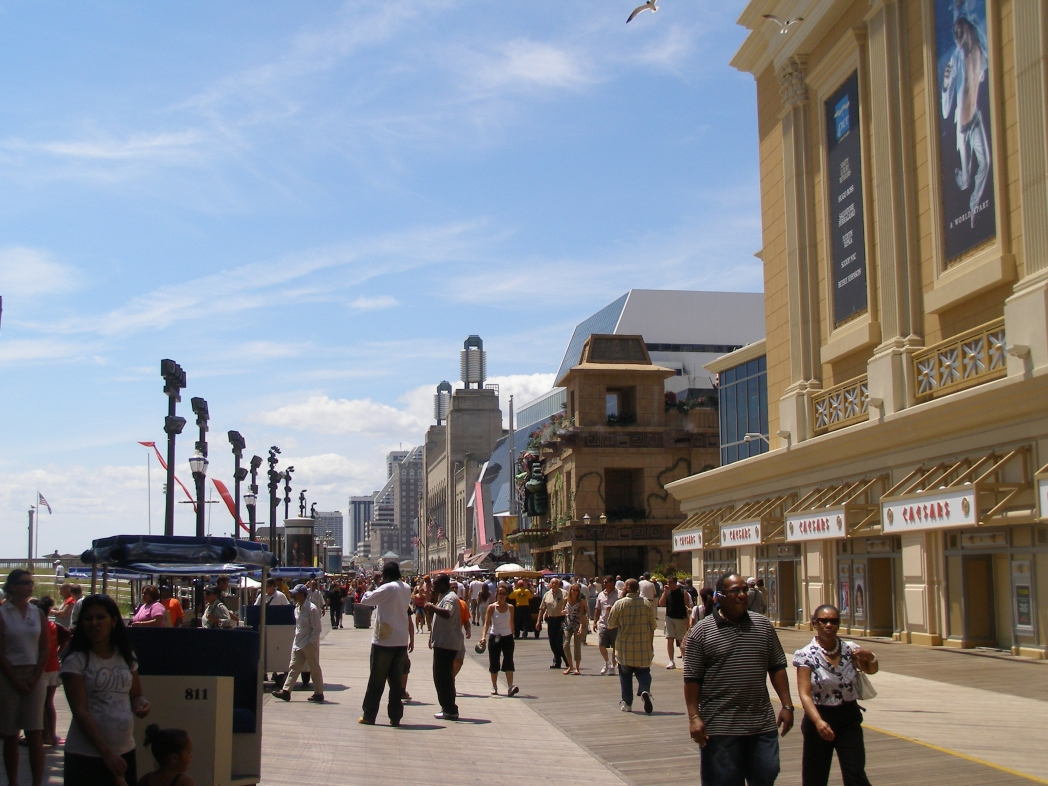
Promenada w Atlantic City (2007)

Promenada (fr. promenade – miejsce do spacerowania) – ulica lub trakt pieszy, ciąg komunikacyjny przeznaczony do ruchu pieszego. Promenady lokalizowane są w atrakcyjnych turystycznie częściach miast. Posiadają różne nawierzchnie, w zależności od przeznaczenia – dopuszcza się niewielką wytrzymałość nawierzchni na obciążenia. 
Promenady nadmorskie sytuowane są wzdłuż wybrzeża, plaż lub nabrzeży portowych i stanowią miejsce spacerów mieszkańców i osób odwiedzających miejscowości nadmorskie.
Przykładem może być dwustronna promenada w Łobzie wzdłuż rzeki Regi, między dwoma mostami miejskimi, gdzie oprócz dużej ilości zieleni znajduje się szereg rzeźb, tablica pamiątkowa, Szlak Papieski i tablice informacyjne.